# Дальний (Иркутская область)
Да́льний — посёлок в Нижнеилимском районе Иркутской области России. Административный центр Дальнинского муниципального образования.

## География
Посёлок находится на расстоянии примерно 118 км к северо-западу от города Железногорск-Илимский, административного центра района.

## Население
| 2002 | 2010 | 2011 | 2012 | 2013 | 2014 | 2015 |
| ---- | ---- | ---- | ---- | ---- | ---- | ---- |
| 1068 | ↘627 | ↘621 | ↘557 | ↘491 | ↘444 | ↘389 |
| 2016 | 2017 |      |      |      |      |      |
| ↘334 | ↘290 |      |      |      |      |      |

### Половой состав
По данным Всероссийской переписи, в 2010 году в посёлке проживало 627 человек (279 мужчин и 348 женщин).